# Juan Raus de Baviera

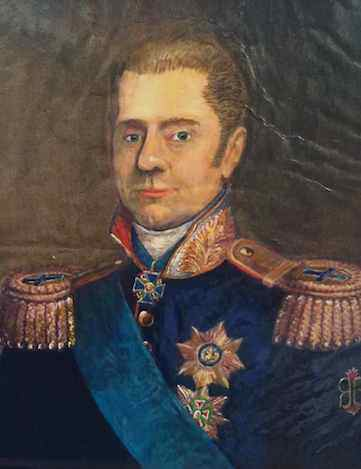
Juan Raus con la indumentaria de la orden de San Miguel de Rausenbach

Juan Raus (en alemán: Johannes Rauss), más conocido como Juan Raus de Baviera (1778-1833), era hijo primogénito de un terrateniente del sur de Alemania. Proviene de un linaje de la alta nobleza alemana[cita requerida]. 
A principios del siglo XIX emprendió un viaje que le llevó, entre otros, a México, donde llegó a establecer contactos con los diversos círculos políticos del país. En 1822 le fueron otorgados por el monarca mexicano los títulos de duque de Mérida y príncipe Ráus, en 1823 el título de duque de Rausenbach.
Fue amigo de José Fernando Ramírez que compartió su pasión por los fondos bibliotecarios.
Anticipándose a los efectos de la Ley del Caso, volvió a Alemania a principios de 1833, donde murió poco después.